# Équipe de Namibie des moins de 20 ans de football
Maillots
L'équipe de Namibie de football est constituée par une sélection des meilleurs jeunes joueurs namibiens sous l'égide de la Fédération de Namibie de football.

## Histoire
L’équipe de la Namibie se sont qualifiés pour la toute première fois à la Can U20 en 2021, en finissant finalise. de la Cosafa u20 2021
En 2024 l’équipe qui a pris du retard sur leur préparatifs des Éliminatoires de la coupe d'Afrique des nations des moins de 20 ans 2025, les séances d'entraînement de l'équipe n'ont pas encore commencé à quelques semaines du début de la compétition. Il finis dernier de leur groupe avec trois défaites.

## Palmarès

### Championnat des moins de 20 ans COSAFA
- en:COSAFA U-20 Challenge Cup
  - Finaliste en  2020

## Parcours en compétition continental

### Coupe d'Afrique des nations de football des moins de 20 ans
- 2003 : 1er tours
- 2005 : tours préliminaire
- 2007 : tours préliminaire
- 2009 : tours préliminaire
- 2011 : 1er tours
- 2013 : tours préliminaire
- 2015 : 1er tours
- 2017 : 2e tours
- 2019 : 1er tours
- 2021 : Phases de groupe
- 2023 : Phases de groupe cosafa
- 2025 : Phases de groupe cosafa

## Parcours en coupe du monde des moins de 20 ans
L’équipe de la Namibie n’a jamais participé a une Coupe du monde de football des moins de 20 ans.